# Catasticta radiata
Catasticta radiata is een vlindersoort uit de familie van de witjes (Pieridae), onderfamilie Pierinae.
De wetenschappelijke naam van de soort werd in 1850 gepubliceerd door Kollar.